# Grallistrix erdmani
Grallistrix erdmani – wymarły gatunek sów z rodziny puszczykowatych (Strigidae), z rodzaju Grallistrix. W prehistorycznych czasach występował na wyspie Maui w archipelagu Wysp Hawajskich. Został on opisany na podstawie sfosylizowanych szczątków. Sowa ta charakteryzowała się stosunkowo krótkimi skrzydłami i długimi nogami. Budowa taka wskazuje na dietę złożoną ze zwinnych ptaków leśnych. Grallistrix erdmani wyginęła wraz z innymi przedstawicielami czwartorzędowej awifauny Hawajów najprawdopodobniej wkrótce po przybyciu na wyspy Polinezyjczyków, którzy sprowadzili ze sobą świnie i szczury polinezyjskie (Rattus exulans).

## Charakterystyka
Grallistrix erdmani była najmniejszą sową w swoim rodzaju. Posiadała dłuższe nogi niż podobnej wielkości gatunek Grallistrix orion występujący na wyspie Oʻahu. Była nieco mniejsza od puszczyka zwyczajnego (Strix aluco), a budową przypominała raczej krogulca (Accipiter nisus). Posiadała krótkie, zaokrąglone skrzydła oraz długie i cienkie nogi zakończone krótkimi aczkolwiek ostrymi pazurami. Czaszka Grallistrix erdmani była dość nietypowa jak dla sów, ponieważ posiadała oczodoły skierowane bardziej na boki niż inne gatunki z rodzaju Grallistrix.

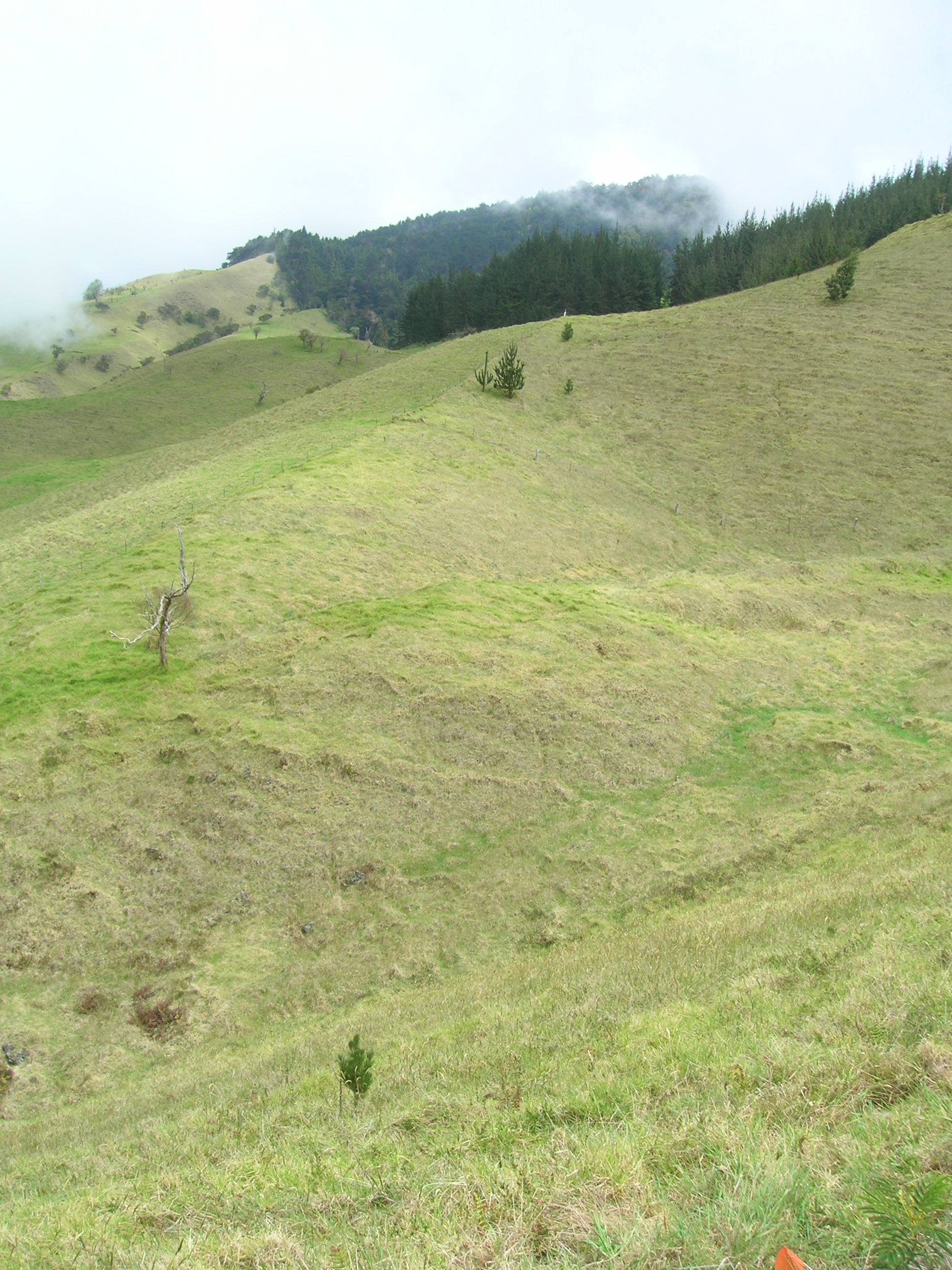
Obszar Puu Makua na wyspie Maui, gdzie odkryto szczątki Grallistrix erdmani

## Ekologia
Grallistrix erdmani z powodu swej anatomii przystosowany był najprawdopodobniej do polowania w gęstych lasach deszczowych. W przeciwieństwie do większości współczesnych sów, które łowią nocne ssaki, dostosował się do polowania na dzienne ptaki latające. Ich ciała pozwalały im na zwinne i szybkie manewry w gęstej roślinności.

## Rozprzestrzenienie
Szczątki Grallistrix erdmani odkryto w jaskini Owl Cave na wysokości 1402 metrów na wyspie Maui. Ich siedliskiem były prawdopodobnie stoki wulkanu Haleakalā i okolic. Sowa występowała również na sąsiedniej wyspie Molokaʻi, skąd rozprzestrzeniła się podczas uformowania się masywu Maui Nui w okresie plejstocenu. Grallistrix erdmani wymarł prawdopodobnie w okresie od VI do XI wieku, wkrótce po przybyciu na wyspy Polinezyjczyków, którzy sprowadzili ze sobą świnie i szczury polinezyjskie (Rattus exulans). Czynnikiem determinującym wymieranie tego gatunku było niewątpliwie zakładanie przez te ptaki gniazd na ziemi.

## Systematyka i historia badań
Sfosylizowane szczątki Grallistrix erdmani zostały odkryte przez Storrsa L. Olsona i Helen F. James w 1986 roku na wyspie Maui. Wraz z pozostałymi trzema gatunkami został włączony do nowo powstałego rodzaju Grallistrix i opisany w 1991 roku w „Ornithological Monographs”.
Nie dokonano dotychczas analiz DNA szczątków rodzaju Grallistrix. Ze względu na podobieństwo anatomiczne Olson i James określili, że najbliżej spokrewnione są z rodzajem Strix. Grallistrix erdmani najprawdopodobniej był bezpośrednio związany z gatunkiem Grallistrix orion występującym na wyspie Oʻahu, pomimo iż gatunek Grallistrix geleches żyjący na wyspie Molokaʻi był geograficznie najbliższy.